# کاملیا لونا
کاملیا لونا (انگلیسی: Camila Luna؛ زادهٔ ۹ اکتبر ۱۹۹۳) خواننده و ترانه‌سرا اهل ونزوئلا است. او برای (آلبوم معاصر پاپ آواز) در سال ۲۰۱۷ برای آلبوم دوم خود Flora y Fauna نامزد دریافت جایزه گرمی لاتین شد.